# Accordo di Lewes
L'Accordo di Lewes (in inglese Mise of Lewes) fu un accordo raggiunto il 14 maggio 1264 tra il re Enrico III d'Inghilterra e i suoi baroni ribelli, guidati dal conte di Leicester Simone di Monfort. L'accordo fu siglato nel giorno della battaglia di Lewes, una delle due principali battaglie della Seconda guerra dei baroni. 

## Contesto
Nel 1264, il regno di Enrico III fu profondamente turbato dalle controversie tra il re e la sua nobiltà. Il conflitto fu causato da diversi fattori: l'influenza degli stranieri a corte, una guerra dispendiosa per la corona di Sicilia e una disputa personale tra il re Enrico e Simone di Montfort. Nel 1258, Enrico fu costretto ad accettare le cosiddette Disposizioni di Oxford, in base alle quali cedette di fatto il controllo del governo reale a un consiglio di magnati. Nel 1259 il programma di riforma baronale venne ulteriormente elaborato nelle Disposizioni di Westminster, che rimasero in vigore per tre anni; fu solo nel 1261 che Enrico poté muoversi contro l'opposizione. Ottenuto l'annullamento papale dei provvedimenti, per il quale i suoi emissari si erano battuti, riprese il controllo del governo.
Nel corso dei due anni successivi, tuttavia, riemerse il malcontento sullo stile di governo del re, che non riuscì a riconciliarsi con de Montfort e si alienò anche l'appoggio del figlio ed erede di Gloucester, Gilbert. Nell'aprile 1263 de Montfort tornò in Inghilterra dopo un lungo soggiorno in Francia e riaccese il movimento riformista. Il 16 luglio Enrico fu circondato dalle forze ribelli nella Torre di Londra e ancora una volta costretto ad accettare le condizioni delle Disposizioni. Il principe Edoardo – il futuro re Edoardo I – prese il controllo della situazione. A ottobre Edoardo conquistò il Castello di Windsor e l'alleanza baronale iniziò a sgretolarsi.

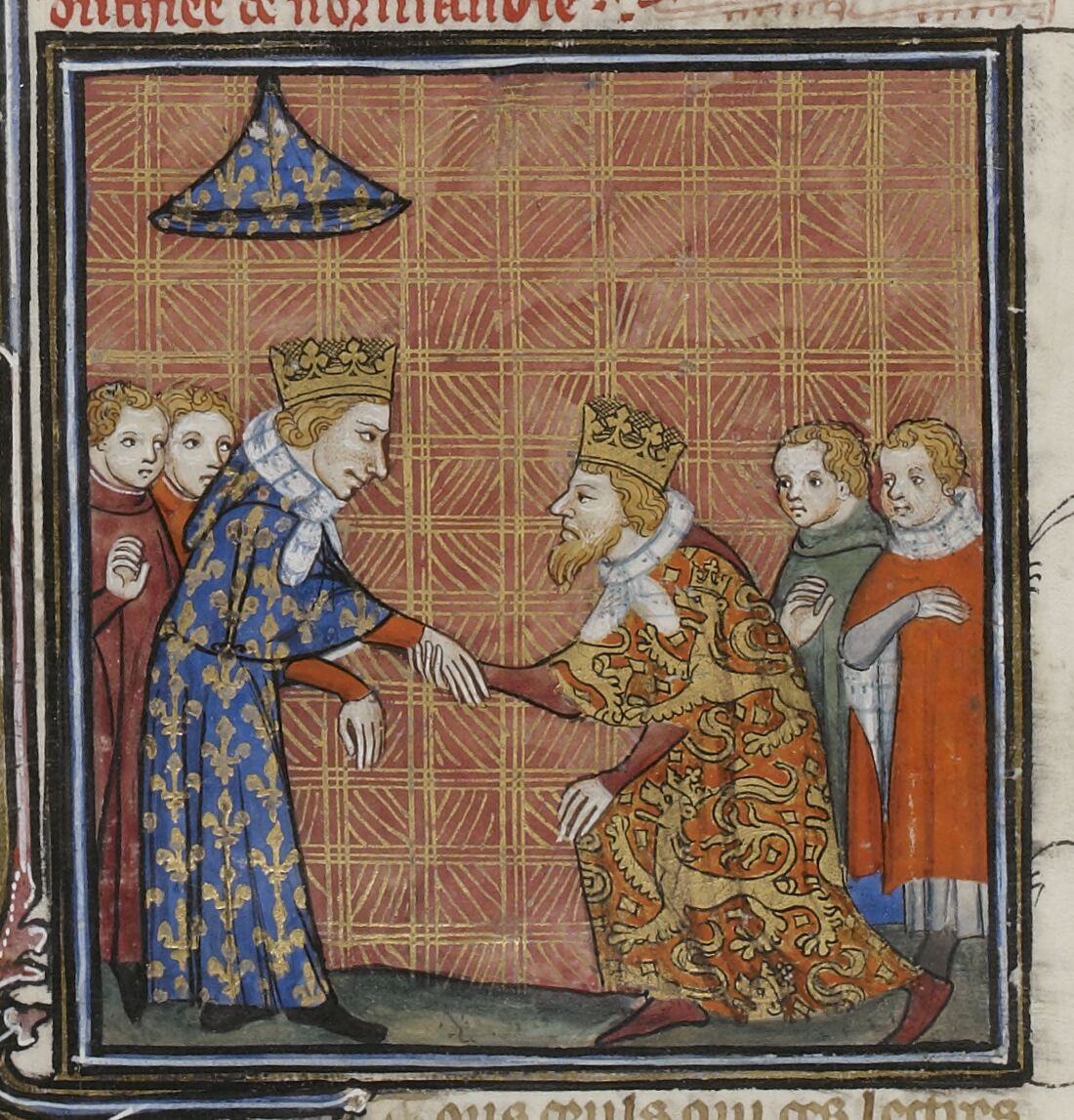
Enrico III rende omaggio a Luigi IX di Francia. In quanto duca d'Aquitania, Enrico era un vassallo del re francese.

Messo alle strette, de Montfort dovette accettare una tregua e di sottoporre la questione all'arbitrato del re francese Luigi IX. Con la Mise di Amiens, Luigi decise interamente a favore di Enrico e ripudiò le precedenti Disposizioni. L’accordo non rappresentava una soluzione al conflitto, ma piuttosto una ricetta per ulteriori problemi. La decisione unilaterale a favore del re e contro i baroni lasciò a Montfort poca scelta se non la ribellione armata.
Le ostilità iniziarono già a febbraio quando i figli di Montfort, Enrico e Simone il Giovane, attaccarono i possedimenti di Roger Mortimer nelle Marche gallesi. Enrico convocò l'esercito feudale e le forze reali ottennero un'importante vittoria a Northampton, dove fu catturato il giovane Simone. De Montfort aveva ancora il controllo di Londra, mentre Enrico riprese il controllo su Kent e Sussex. De Montfort lasciò Londra per negoziare i termini che furono respinti dal re perché comportavano il mantenimento delle Disposizioni. L'unica opzione rimasta era combattere e le due forze si scontrarono a Lewes il 14 maggio 1264. Nonostante l'inferiorità numerica, le forze baronali guidate da Simone di Montfort vinsero la battaglia. Edoardo, al comando dell'ala destra, sconfisse rapidamente le forze londinesi. Quando partì all'inseguimento dei soldati in fuga, tuttavia, lasciò scoperto il resto dell'esercito reale. Le forze baronali approfittarono della situazione e presto ebbero la meglio.

## Accordo
Poiché non esistono documenti che confermino il contenuto della Mise di Lewes, gli storici hanno dibatutto a lungo sul contenuto dell'accordo e sulle circostanze in cui fu scritto. Noël Denholm-Young, in un articolo pubblicato nel 1933, fece una congettura su quali fossero i punti principali dell'accordo. Il primo punto, secondo Denholm-Young, era che il principe Edoardo e suo cugino, Enrico di Cornovaglia, dovessero essere consegnati ai baroni come ostaggi. In secondo luogo, quelli del partito baronale che erano stati presi in ostaggio a Northampton dovevano essere rilasciati. In terzo luogo, coloro che avevano preso ostaggi dal partito realista nella battaglia di Lewes dovevano ricevere un riscatto. Alla fine, si convenne che un comitato di clero e nobili francesi dovesse arbitrare su una soluzione permanente. Questa interpretazione è stata ampiamente seguita dagli storici successivi.
Un punto controverso nell'articolo di Denholm-Young era la sua affermazione che non vi era alcuna menzione delle Disposizioni di Oxford nella Mise di Lewes. Questa era un'idea che John Maddicott contestò fortemente in un articolo del 1983. Secondo Maddicott, le Disposizioni erano state al centro dell'opposizione di Montfort negli ultimi sei anni ed era improbabile che vi avesse rinunciato così facilmente. Tuttavia, de Montfort si mostrò propenso a negoziare i termini delle Disposizioni. In quanto tale, la Mise di Lewes era un documento moderato; Montfort voleva evitare il ripetersi della situazione nata dalla Mise di Amiens. Furono, piuttosto, circostanze esterne al di fuori del controllo di de Montfort che portarono al fallimento finale dei negoziati tra realisti e baroni.
Questa interpretazione fu contestata da David Carpenter due anni dopo, nel 1985. Secondo Carpenter, de Montfort non aveva alcuna intenzione di scendere a compromessi con i realisti. Nella versione degli eventi di Carpenter, la Mise di Lewes fu scritta mentre la battaglia era ancora in corso e non dopo la fine, come precedentemente ipotizzato. Ciò pose de Montfort in una situazione in cui erano necessarie delle concessioni per porre fine alle ostilità il prima possibile. Una volta finita la battaglia e avendo il governo nelle proprie mani, de Monfort non ebbe più alcun interesse a raggiungere un compromesso con i realisti e per questo continuarono le ostilità. Questa datazione del documento è stata però successivamente contestata da D. W. Burton, il quale sostiene che il documento sia stato effettivamente firmato dopo la conclusione della battaglia.

## Conseguenze
Il governo guidato da de Montfort incontrò presto problemi; dovette affrontare la scarsità delle finanze, disordini generali e la minaccia di invasione da parte dei realisti in esilio in Francia. Poiché il collegio arbitrale francese non portò a nulla, fu deciso di istituire un'amministrazione provvisoria composta da de Montfort, dal giovane conte di Gloucester e dal vescovo di Chichester. Essi dovevano eleggere un consiglio di nove persone che avrebbe governato finché non fosse stato raggiunto un accordo permanente.
Con la pace di Canterbury in agosto, Enrico ed Edoardo furono costretti ad accettare termini ancora più rigidi di quelli della Mise di Lewes. Secondo questo nuovo accordo, l'attuale forma di governo sarebbe rimasta in vigore sia durante il regno di re Enrico, sia durante quello di Edoardo. Per mantenere i confini sicuri, de Montfort era stato costretto a rilasciare Roger Mortimer e altri signori monarchici della Marca dopo la battaglia di Lewes. A dicembre de Montfort costrinse Mortimer, Roger de Clifford e Roger de Leybourne a promettere di lasciare il paese per l'Irlanda. Poi, in gennaio, convocò un parlamento a Leicester, che divenne noto come Parlamento di De Montfort, che comprendeva rappresentanti delle contee e dei distretti, una vera innovazione nel governo inglese. Qui de Montfort si assicurò il sostegno della comunità del regno per continuare il suo governo.

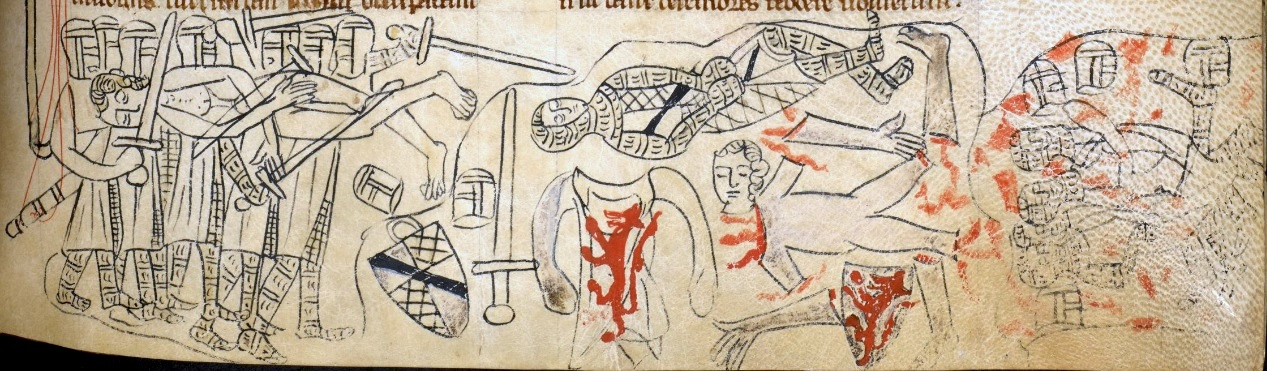
Manoscritto medievale che mostra il corpo mutilato di Simon de Montfort nel campo di Evesham

Il successo di de Montfort, tuttavia, fu illusorio. I termini della pace di Canterbury furono respinti da un legato pontificio durante i negoziati a Boulogne. Nel frattempo, i signori delle Marche non lasciarono il paese e rimasero una spina nel fianco del regime. Il triumvirato a capo del governo si sciolse quando il conte di Gloucester passò dalla parte realista. A maggio, Edoardo riuscì a fuggire dalla prigionia, con l'aiuto di Gloucester, ed iniziò una campagna di riconquista, mentre de Montfort fu costretto a reprimere una ribellione nelle Marche. Ci riuscì solo facendo grandi concessioni a Llewelyn e poi si spostò a est per unire le forze con suo figlio Simone. Edoardo, tuttavia, sconfisse il giovane Simone al castello di Kenilworth. 
Il 4 agosto 1265 de Montfort si trovò intrappolato a Evesham, costretto a dare battaglia con un esercito molto più piccolo di quello dei reali.
La battaglia si trasformò presto in un massacro e lo stesso de Montfort fu ucciso e mutilato sul campo. Nonostante la sua morte, molti baroni resistettero, in particolare presso il castello di Kenilworth, che era praticamente inespugnabile. Nell'ottobre 1266 il Dictum di Kenilworth stabilì i termini entro i quali i ribelli potevano ottenere la grazia ed entro la fine dell'anno la guarnigione si arrese.

## Ulteriori approfondimenti
- Carpenter, David, The Reign of Henry III, London, Hambledon, 1996, ISBN 1-85285-070-1.
- Carpenter, David, The Struggle for Mastery: Britain, 1066–1284, Oxford, Oxford University Press, 2003, ISBN 0-19-522000-5.
- Davies, R. R., The Age of Conquest: Wales, 1063–1415, Oxford, Oxford University Press, 2000, ISBN 0-19-820878-2.
- Denholm-Young, Noël, Documents of the Barons' Wars, in Collected Papers on Mediaeval Subjects, Oxford, Blackwell, 1946,  pp. 111-129.
- Treharne, R. F., The Mise of Amiens, 23 January 1264, in R. W. Hunt, W. A. Pantin e R. W. Southern (a cura di), Studies in Medieval History Presented to Frederick Maurice Powicke, Oxford, Oxford University Press, 1948.